# Solitude (vers 1772-1802)
Pour les articles homonymes, voir Solitude (homonymie).
Solitude, de son prénom Rosalie, née vers 1772 en Guadeloupe et morte le 29 novembre 1802 sur la même île, est une figure historique incarnant a posteriori la résistance des esclaves noirs luttant contre le rétablissement de l'esclavage en 1802. À la suite de l'échec du mouvement de résistance de Louis Delgrès face aux forces coloniales, elle est condamnée à mort à l'âge de 30 ans.

## Biographie historique
Solitude a bien une historicité mais on ne connaît ni sa mère, ni son année de naissance, ni le sexe de son enfant, ni sa condition avant 1794 (libre de couleur ou esclave). Le peu qu'on sait tient à une quinzaine de lignes dans l'Histoire de la Guadeloupe publiée en 1858 par Auguste Lacour, un créole blanc de Guadeloupe, issu d'une riche famille urbaine de la Basse-Terre. Enceinte, elle est capturée en un lieu inconnu à une date inconnue après la défaite et le sacrifice de Delgrès puis exécutée au lendemain de son accouchement. Celui-ci ayant lieu le 29 novembre 1802, on en déduit que l'enfant, dont on ne connaît pas le sexe, est né le 28 novembre. La date de l'exécution semble avoir été choisie pour permettre à l'enfant de naître. Les modalités de l'exécution ne sont pas connues : on utilisait alors la pendaison, la guillotine, la roue, le bûcher, la fusillade pour les militaires et d'autres supplices qui furent parfois ordonnés mais ne furent pas appliqués faute de modèle.

L'historien créole blanc de la Guadeloupe Auguste Lacour écrit à son sujet : 
« On a vu que les femmes et les enfants arrêtés sur les habitations avaient été envoyés à Palerme. Ces prisonniers d’un genre tout nouveau étaient au nombre de quatre-vingts. Leur existence, depuis leur arrestation, avait été affreuse. Il ne se passait pas d’instant qu’ils n’entendissent débattre la question de leur vie ou de leur mort. Le mulâtre Jean-Christophe insistait pour qu’on les fusillât, disant faussement que ce seraient de justes représailles ; que là où les blancs dominaient, c’était le sort qu’ils faisaient subir aux femmes de couleur. Les négresses et les mulâtresses surtout se montraient acharnées contre les femmes blanches. La mulâtresse Solitude, venue de la Pointe-à-Pitre à la Basse-Terre, était alors dans le camp de Palerme. Elle laissait éclater, dans toutes les occasions, sa haine et sa fureur. Elle avait des lapins. L’un d’eux s’étant échappé, elle s’arme d’une broche, court, le perce, le lève, et le présentant aux prisonnières : « tiens, dit-elle, en mêlant à ses paroles les épithètes les plus injurieuses, voilà comme je vais vous traiter quand il en sera temps ! ». Et cette malheureuse allait devenir mère ! Solitude n’abandonna pas les rebelles et resta près d’eux, comme leur mauvais génie, pour les exciter aux plus grands forfaits. Arrêtée enfin au milieu d’une bande d’insurgés, elle fut condamnée à mort ; mais on dut surseoir à l’exécution de la sentence. Elle fut suppliciée le 29 novembre après sa délivrance. »
On ne sait si Lacour utilise un document écrit aujourd'hui disparu (par exemple un bref rapport), ou s'il retranscrit un témoignage oral.

## Biographie romancée
La partie connue et historique de la biographie de Solitude est donc extrêmement succincte. Son personnage est tiré de l'oubli et popularisé par André Schwarz-Bart, qui dans son roman La Mulâtresse Solitude (1972) a largement extrapolé les quelques éléments qu'il extrait du livre de Lacour cité plus haut, en le complétant avec des informations générales issues de livres sur la Guadeloupe de l'époque, notamment La Guadeloupe d'Henri Bangou et La Guadeloupe d'Oruno Lara (en). Les situations décrites sont avérées, comme notamment la « pariade », une pratique qui consistait à livrer les femmes esclaves aux marins blancs, souvent ivres, avant l’arrivée à quai des navires négriers.
Le qualificatif de « mulâtresse » est souvent accolé à son nom, selon le vocable colonial dégradant qui servait à désigner une personne métisse,. Ce terme injurieux et méprisant, utilisé par les négriers et les colons, est imaginé par les esclavagistes, notamment par Moreau-de-Saint-Méry, pour exprimer à quel point les personnes résultant d'alliances entre Européens et Africains sont contre-nature et méprisables. Le terme « mulâtre » tire son origine de celui de « mulet », qui sont des animaux stériles, produits de la saillie d’un cheval et d'une ânesse.
En 1877, le romancier Gustave Aimard avait déjà inventé un parcours à Solitude en faisant d'elle, sans fondement historique, la maîtresse du général Richepance.

### Naissance et esclavage
Tous les éléments qui suivent concernant Solitude sont inventés par André Schwarz-Bart.
Née vers 1772, Rosalie (qui se renommera Solitude plus tard) est la fille de Bayangumay, captive africaine, violée par un marin blanc sur un navire négrier qui la déportait aux Antilles.
Solitude est séparée de sa mère lorsqu'un colon remarque qu'elle a la peau et les yeux clairs ; il l'assigne en tant que domestique de maison, catégorie dite supérieure dans la hiérarchie des esclaves. Quand l'abolition de l'esclavage est décrétée en 1794, elle intègre une communauté marronne de Guadeloupe, installée à Goyave et dirigée par le Moudongue Sanga,.

### Résistance antiesclavagiste
Début 1790, au moment de la Révolution française, des troubles et des émeutes agitent la Guadeloupe. Louis XVI est exécuté et la Terreur se répercute dans les Antilles. Des familles de planteurs, ainsi que des membres du clergé, sont exécutés ou en fuite. Les résistants, anciens esclaves, forment des communautés marrones. Le 4 février 1794, la Convention nationale abolit l’esclavage et fait de tous les hommes peuplant les colonies des citoyens français jouissant des mêmes droits. Cependant, au moment où la nouvelle parvient en Guadeloupe, l’île est occupée par les Anglais. De plus, le lobby des planteurs, membres de l’aristocratie sucrière présente sur l'île, estime que la Déclaration des droits de l’homme et du citoyen ne peut s’appliquer aux Noirs.
Napoléon Bonaparte et le puissant lobby colonial, avec à sa tête Cambacérès, deuxième consul, et Talleyrand, ministre des Relations extérieures, chargent le général Antoine Richepance de mater toute rébellion et de rétablir l'esclavage en mettant les résistants aux fers. Le 4 mai 1802, quatre mille soldats, membre du corps expéditionnaire de la force coloniale débarquent à Pointe-à-Pitre,. Six jours plus tard, le 10 mai 1802, le colonel d'infanterie abolitionniste et intellectuel d'origine martiniquaise Louis Delgrès lance un appel à la résistance et publie une proclamation intitulée À l'Univers entier, le dernier cri de l'innocence et désespoir. La loi sur la traite de noirs et le régime des colonies du 20 mai 1802 remet en cause l'abolition. Elle est suivie par le rétablissement de l’esclavage, qui est officialisé en Guadeloupe par l'arrêté consulaire du 27 messidor an X (16 juillet 1802), signé par Napoléon Bonaparte.
Solitude se rallie à l'appel de Louis Delgrès et combat à ses côtés pour la liberté. Enceinte de trois mois de son compagnon Maïmoun, résistant marron récemment déporté d’Afrique, qui combat avec elle, et armée d’un pistolet, elle participe à tous les combats, tout comme Marthe-Rose, la compagne de Louis Delgrès.
Au bout de plusieurs jours de combat, les forces coloniales acculent trois cents résistants dans l'habitation fortifiée d'Anglemont, à Matouba et mènent  un siège violent. Le 28 mai 1802, tout espoir perdu, Louis Delgrès fait truffer le bâtiment de barils de poudre. Lorsque l’armée y pénètre, le 28 mai 1802, le bâtiment explose. Parmi les trois cents résistants retranchés, quelques-uns survivent, parmi lesquels Solitude, qui n'est pas exécutée comme les autres survivants, en raison de sa grossesse. En effet, les colons souhaitent qu'elle accouche avant de la mettre à mort, afin de vendre son enfant à un propriétaire esclavagiste. Arrêtée, Solitude est condamnée à mort et emprisonnée. Elle met au monde un garçon, le 28 novembre 1802. Les sources indiquent qu’elle est « suppliciée » le lendemain, le 29 novembre 1802.

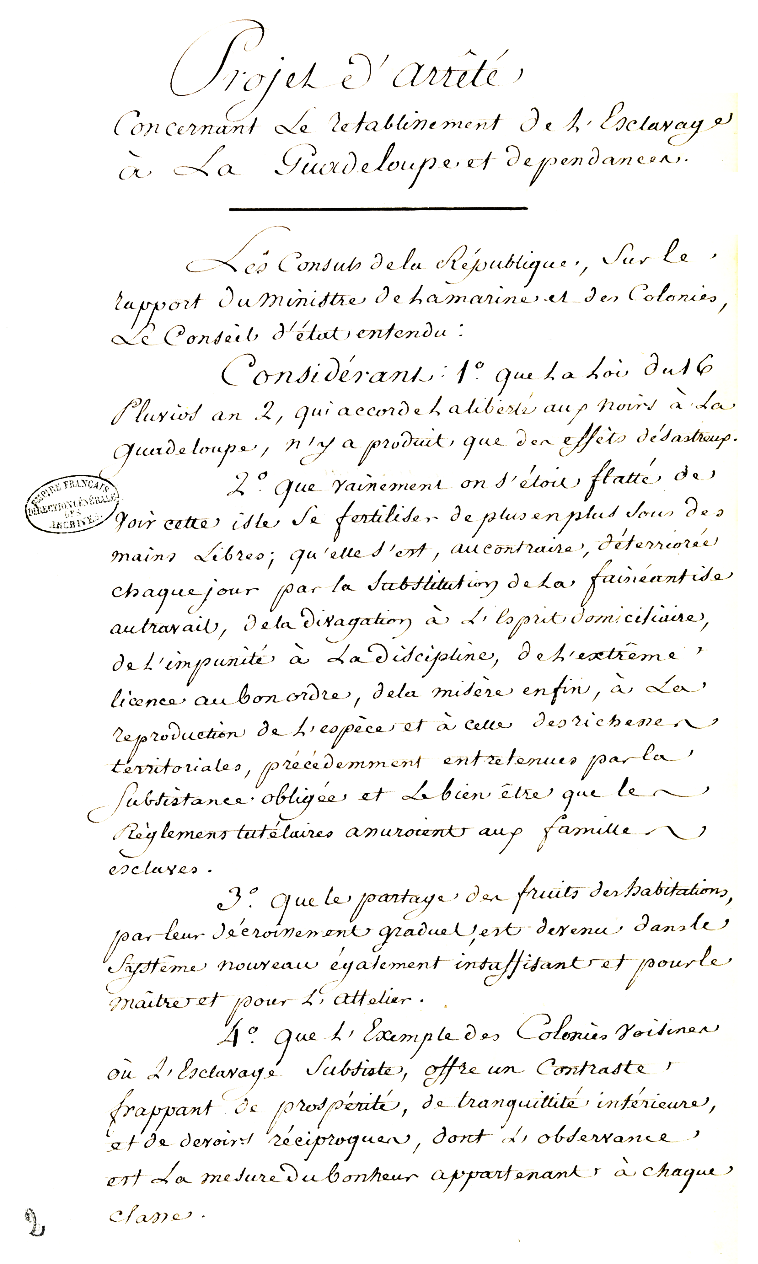
Projet d'arrêté sur le rétablissement de l'esclavage à la Guadeloupe, 27 messidor an X (16 juillet 1802).
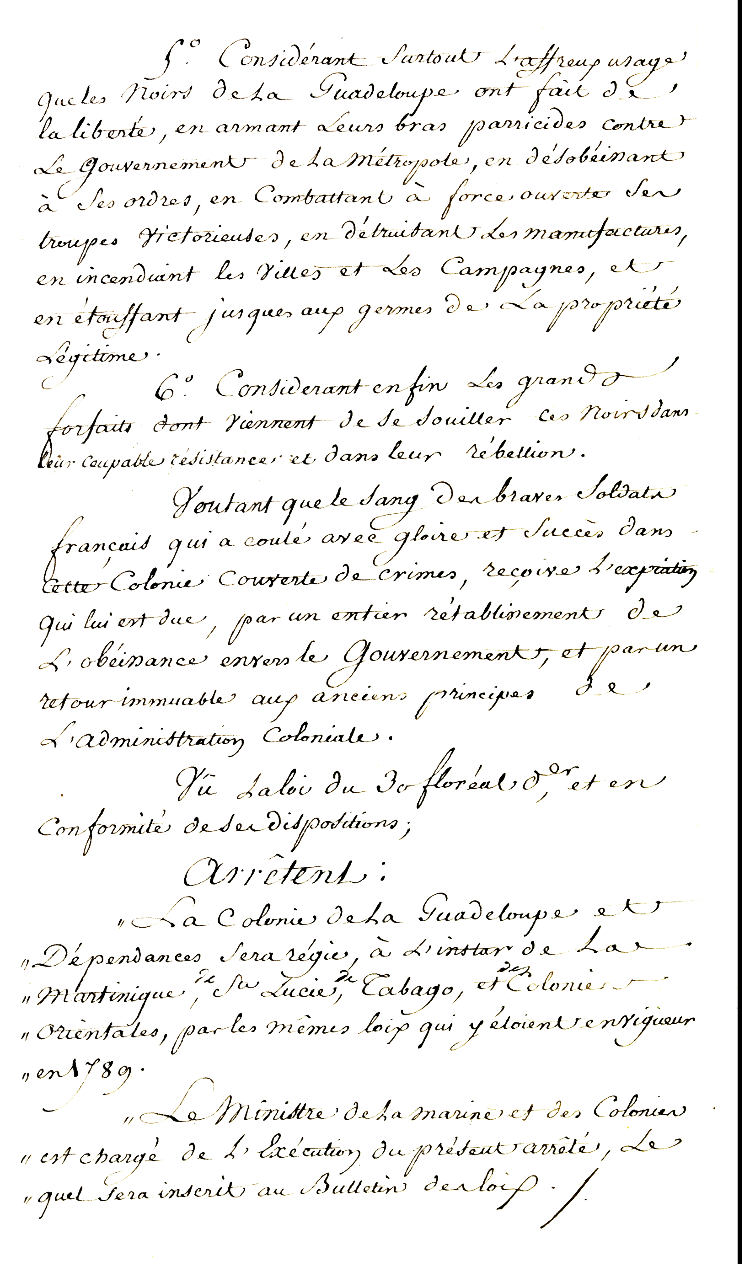
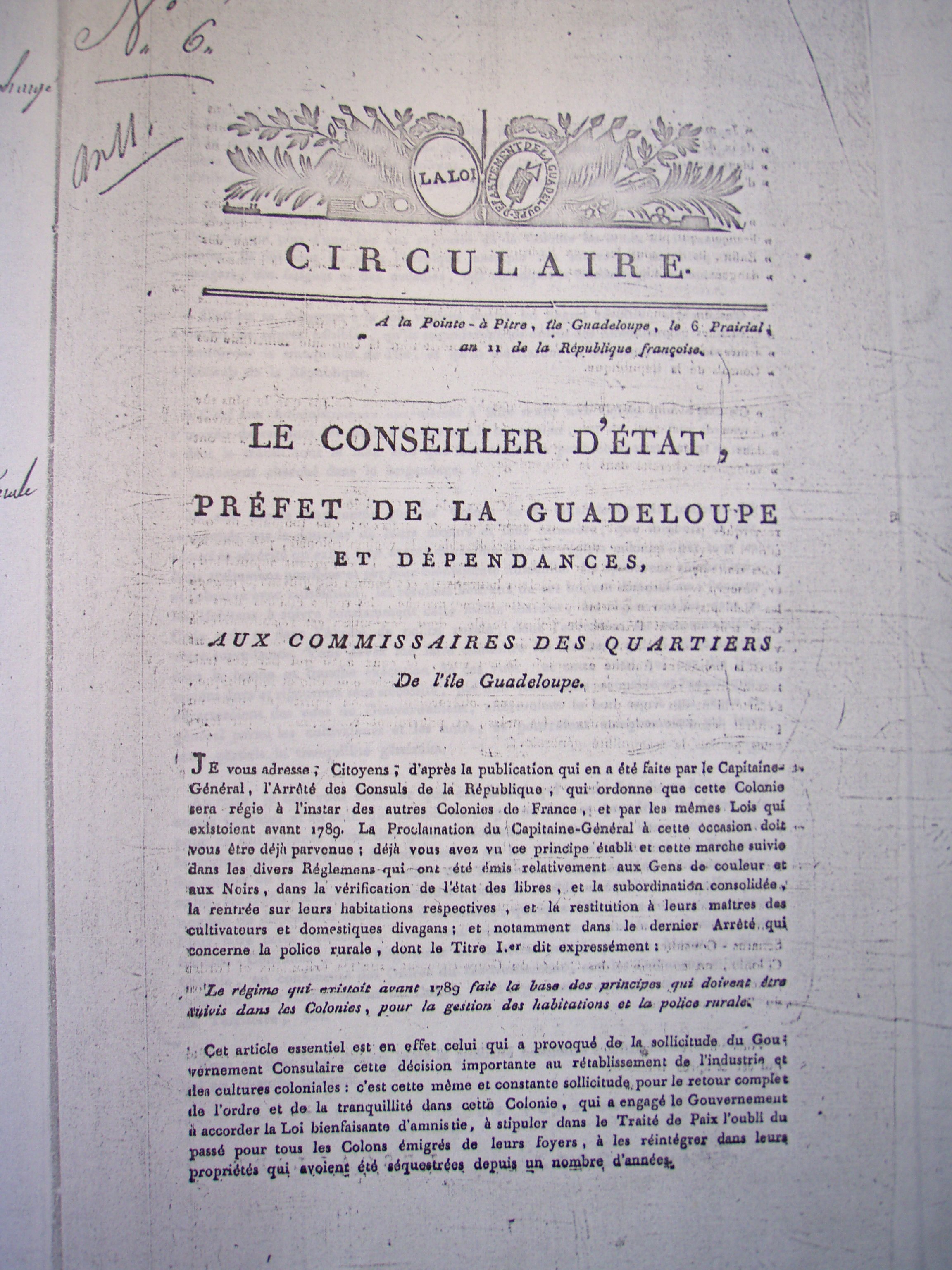
Arrêté consulaire sur le rétablissement de l'esclavage. Circulaire du préfet colonial de la Guadeloupe du 27 messidor an X (16 juillet 1802).

## Mémoire et hommages

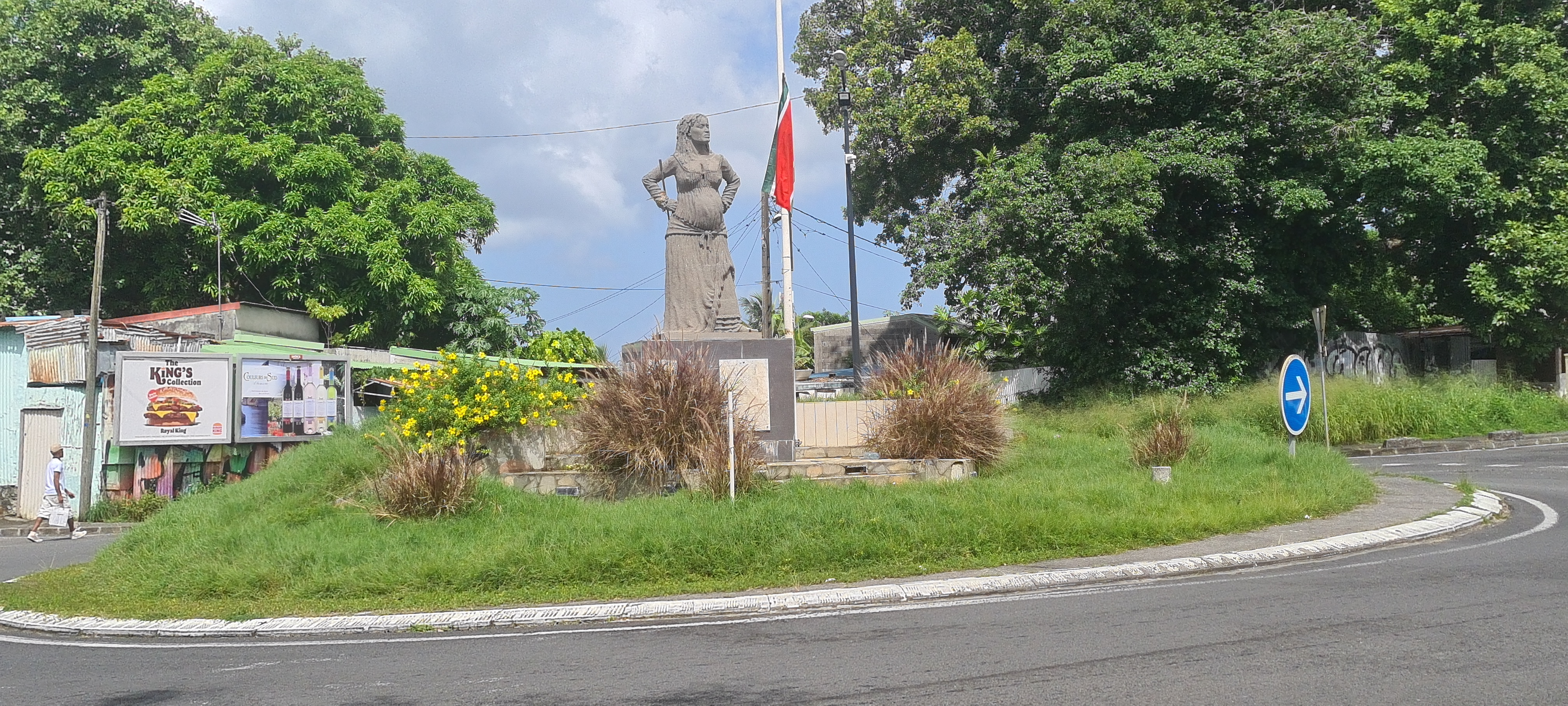
Carrefour aux Abymes.

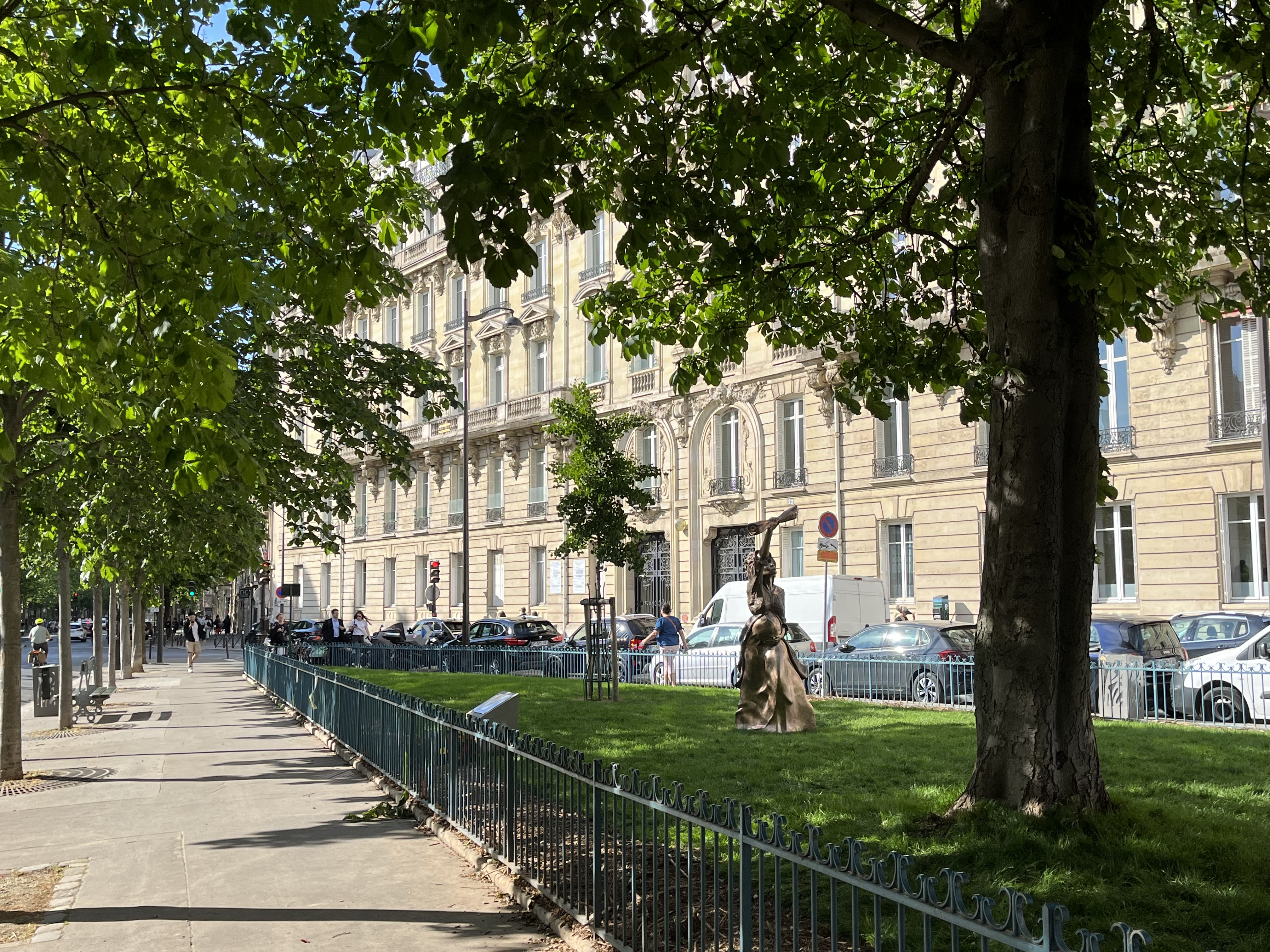
Jardin Solitude, à Paris.

- En 1972, André Schwarz-Bart tire de l’oubli l'héroïne en publiant La Mulâtresse Solitude, un roman biographique[20].
- En 1999, une statue de Jacky Poulier est dressée à sa mémoire au carrefour de Lacroix, sur le boulevard des Héros aux Abymes, quartier de Baimbridge, à la Guadeloupe.
- En 2007, une statue est érigée à Bagneux (Hauts-de-Seine) à l'occasion de la commémoration de l'abolition de l'esclavage et de la traite négrière. Bagneux est jumelée avec la ville de Grand-Bourg, située sur l’île de Marie-Galante, l'une des îles composant l'archipel guadeloupéen et la région administrative Guadeloupe. Cette œuvre, composée de bois d’Afrique (iroko) et de métal, est, selon son créateur le sculpteur Nicolas Alquin, « le premier mémorial au monde dédié à tous les esclaves résistants ». L’œuvre rappelle le « Nègre de fer mis au fer dans sa propre peau[21] ».
- En 2008, Pascal Vallot s'est inspiré de sa vie pour une comédie musicale.
- En 2011, dans le cadre d'un projet de construction de logements, la ville d'Ivry-sur-Seine décide de dénommer une voie nouvelle « allée de la mulâtresse Solitude » qui est inaugurée en 2014.
- Une rue est inaugurée à son nom dans la ville des Abymes en Guadeloupe : la rue Mulâtresse-Solitude[22].
- Le sentier Solitude, une randonnée en Guadeloupe, porte son nom.
- La 46e promotion de l'Institut régional d'administration de Nantes porte son nom.
- En 2019, Solitude est l'un des personnages principaux du roman Spigaoù de Frédéric Lesgrands-Terriens[23].
- Le 26 septembre 2020, Anne Hidalgo, maire de Paris, et Jacques Martial ex-directeur de Mémorial ACTe et conseiller de Paris délégué chargé des Outre-mer, inaugurent le « jardin Solitude » (pelouses nord de la place du Général-Catroux — 17e arrondissement). Ils annoncent le projet d’installer sa statue dans ce jardin Celle-ci est inaugurée le 10 mai 2022, Journée nationale des mémoires de la traite et de l'esclavage et de leurs abolitions[24]. Œuvre de Didier Audrat, Solitude est représentée le poing levé serrant la déclaration de Louis Delgrès, l'autre main protégeant son ventre rond[25]. C'est la première statue de femme noire à Paris[24] (si on exclut les statues allégoriques en représentation de l'Afrique[25]). Le millier de statues publiques parisiennes ne compte que 40 femmes historiques[12],[20].
- En 2022, La Poste émet un timbre à l'effigie de Solitude[26]. Il est toutefois critiqué par l'historien René Belenus, qui y voit des anachronismes et anomalies[10].
- En 2022, la mairie du 1er arrondissement de Lyon inaugure un verger à son nom[27].

- Le 10 mai 2023, Vitry-sur-Seine inaugure l'esplanade de la Mulâtresse-Solitude, lors de la journée nationale des mémoires de l’esclavage, de la traite et de leurs abolitions[28].

### Filmographie
- Mon nom est Solitude, de Mano a Mano (prod.) et de Aurine  Crémieu (réal.), 2015, 52 minutes [fiche Mon nom est Solitude sur film-documentaire présentation en ligne] : Documentaire